# 基赫卡鎮區 (密蘇里州康登縣)
基赫卡鎮區（英語：Kiheka Township）是位於美國密蘇里州康登縣的一個行政鎮區。

## 地方資料
基赫卡鎮區的面積為109.08平方千米，當中陸地面積為107.76平方千米，而水域面積為1.32平方千米。根據2020年美國人口普查的數據，當地共有人口4730人，而人口密度為每平方千米43.36人。